# T. J. Oshie
Timothy Leif "T. J." Oshie (nascido em 23 de dezembro de 1986) é um jogador profissional norte-americano de hóquei sobre o gelo. Atua na ala direita, às vezes como centroavante, e disputa a Liga Nacional de Hóquei no Gelo (NHL) pelo Washington Capitals. Competiu pelos Estados Unidos nos Jogos Olímpicos de Inverno de 2014 em Sochi, na Rússia. Foi medalha de bronze no mundial da IIHF, em 2013, com a seleção norte-americana de hóquei sobre o gelo.

## Títulos

### Washington Capitals
- Stanley Cup: 2018